# ソフィー・ヴァヴァサー
ソフィー・ヴァヴァサー（Sophie Vavasseur、1992年 - ）はアイルランド・ダブリン出身の女優。アイルランドで3年間、演技の勉強をしていた子役。CMや声優の仕事に加え、舞台、TV、映画にも出演している。

## 主な出演作品
- サラマンダー Reign of Fire(2002)
- エヴリン Evelyn(2002)
- バイオハザードII アポカリプス Resident Evil: Apocalypse (2004)
- ジェイン・オースティン 秘められた恋 Becoming Jane(2007)
- ノーサンガー・アベイ Northanger Abbey(2007)
- マスターピース Masterpiece Theatre (2009)
- エクソシズム La Posesion De Emma Evans(2010)
- ヴァイキング 〜海の覇者たち〜 Vikings(2017)